# Comune di Tørring-Uldum
Il comune di Tørring-Uldum fino al 1º gennaio 2007 è stato un comune danese situato contea di Vejle, il comune aveva una popolazione di 12 650 abitanti (2006) e una superficie di 189 km². Capoluogo era la cittadina di Uldum.
Dal 1º gennaio 2007, con l'entrata in vigore della riforma amministrativa, il comune è stato soppresso e accorpato, insieme al comune di Juelsminde, al riformato comune di Hedensted.